# Liste des titres musicaux numéro un au Canada en 2015
Cette page liste les titres musicaux classés numéro un au Canada au cours de l'année 2015 d'après le Canadian Hot 100.

## Historique
| №  | Date         | Artiste(s)                            | Chanson            | Réf.   |
| -- | ------------ | ------------------------------------- | ------------------ | ------ |
| 1  | 3 janvier    | Taylor Swift                          | Blank Space        | [ 1 ]  |
| 2  | 10 janvier   | Mark Ronson featuring Bruno Mars      | Uptown Funk        | [ 2 ]  |
| 3  | 17 janvier   | Mark Ronson featuring Bruno Mars      | Uptown Funk        | [ 3 ]  |
| 4  | 24 janvier   | Mark Ronson featuring Bruno Mars      | Uptown Funk        | [ 4 ]  |
| 5  | 31 janvier   | Mark Ronson featuring Bruno Mars      | Uptown Funk        | [ 5 ]  |
| 6  | 7 février    | Mark Ronson featuring Bruno Mars      | Uptown Funk        | [ 6 ]  |
| 7  | 14 février   | Mark Ronson featuring Bruno Mars      | Uptown Funk        | [ 7 ]  |
| 8  | 21 février   | Mark Ronson featuring Bruno Mars      | Uptown Funk        | [ 8 ]  |
| 9  | 28 février   | Mark Ronson featuring Bruno Mars      | Uptown Funk        | [ 9 ]  |
| 10 | 7 mars       | Mark Ronson featuring Bruno Mars      | Uptown Funk        | [ 10 ] |
| 11 | 14 mars      | Mark Ronson featuring Bruno Mars      | Uptown Funk        | [ 11 ] |
| 12 | 21 mars      | Mark Ronson featuring Bruno Mars      | Uptown Funk        | [ 12 ] |
| 13 | 28 mars      | Mark Ronson featuring Bruno Mars      | Uptown Funk        | [ 13 ] |
| 14 | 4 avril      | Mark Ronson featuring Bruno Mars      | Uptown Funk        | [ 14 ] |
| 15 | 11 avril     | Mark Ronson featuring Bruno Mars      | Uptown Funk        | [ 15 ] |
| 16 | 18 avril     | Mark Ronson featuring Bruno Mars      | Uptown Funk        | [ 16 ] |
| 17 | 25 avril     | Wiz Khalifa featuring Charlie Puth    | See You Again      | [ 17 ] |
| 18 | 2 mai        | Wiz Khalifa featuring Charlie Puth    | See You Again      | [ 18 ] |
| 19 | 9 mai        | Wiz Khalifa featuring Charlie Puth    | See You Again      | [ 19 ] |
| 20 | 16 mai       | Wiz Khalifa featuring Charlie Puth    | See You Again      | [ 20 ] |
| 21 | 23 mai       | Wiz Khalifa featuring Charlie Puth    | See You Again      | [ 21 ] |
| 22 | 30 mai       | Wiz Khalifa featuring Charlie Puth    | See You Again      | [ 22 ] |
| 23 | 6 juin       | Taylor Swift featuring Kendrick Lamar | Bad Blood          | [ 23 ] |
| 24 | 13 juin      | Wiz Khalifa featuring Charlie Puth    | See You Again      | [ 24 ] |
| 25 | 20 juin      | Wiz Khalifa featuring Charlie Puth    | See You Again      | [ 25 ] |
| 26 | 27 juin      | OMI                                   | Cheerleader        | [ 26 ] |
| 27 | 4 juillet    | OMI                                   | Cheerleader        | [ 27 ] |
| 28 | 11 juillet   | OMI                                   | Cheerleader        | [ 28 ] |
| 29 | 18 juillet   | OMI                                   | Cheerleader        | [ 29 ] |
| 30 | 25 juillet   | OMI                                   | Cheerleader        | [ 30 ] |
| 31 | 1er août     | OMI                                   | Cheerleader        | [ 31 ] |
| 32 | 8 août       | OMI                                   | Cheerleader        | [ 32 ] |
| 33 | 15 août      | OMI                                   | Cheerleader        | [ 33 ] |
| 34 | 22 août      | OMI                                   | Cheerleader        | [ 34 ] |
| 35 | 29 août      | OMI                                   | Cheerleader        | [ 35 ] |
| 36 | 5 septembre  | OMI                                   | Cheerleader        | [ 36 ] |
| 37 | 12 septembre | The Weeknd                            | Can't Feel My Face | [ 37 ] |
| 38 | 19 septembre | Justin Bieber                         | What Do You Mean?  | [ 38 ] |
| 39 | 26 septembre | Justin Bieber                         | What Do You Mean?  | [ 39 ] |
| 40 | 3 octobre    | Justin Bieber                         | What Do You Mean?  | [ 40 ] |
| 41 | 10 octobre   | Justin Bieber                         | What Do You Mean?  | [ 41 ] |
| 42 | 17 octobre   | Justin Bieber                         | What Do You Mean?  | [ 42 ] |
| 43 | 24 octobre   | Justin Bieber                         | What Do You Mean?  | [ 43 ] |
| 44 | 31 octobre   | The Weeknd                            | The Hills          | [ 44 ] |
| 45 | 7 novembre   | Justin Bieber                         | What Do You Mean?  | [ 45 ] |
| 46 | 14 novembre  | Adele                                 | Hello              | [ 46 ] |
| 47 | 21 novembre  | Adele                                 | Hello              | [ 47 ] |
| 48 | 28 novembre  | Adele                                 | Hello              | [ 48 ] |
| 49 | 5 décembre   | Adele                                 | Hello              | [ 49 ] |
| 50 | 12 décembre  | Adele                                 | Hello              | [ 50 ] |
| 51 | 19 décembre  | Adele                                 | Hello              | [ 51 ] |
| 52 | 26 décembre  | Adele                                 | Hello              | [ 52 ] |